# Тране, Вальдемар
Вальдема́р Тра́не (норв. Waldemar Thrane; 8 октября 1790, Христиания, Норвегия — 30 декабря 1828) — норвежский композитор, скрипач и дирижёр.

## Биография
По национальности датчанин. Сын видного предпринимателя Пауля Тране (норв. Paul Thrane; 1751—1830). Сначала брал уроки скрипки на родине у Хенрика Грота (норв. Henrik Groth). В 1814—1815 годах продолжил занятия в Копенгагене у Клауса Шалля (дат. Claus Schall). Затем отправился в Париж для совершенствования своего искусства у Пьера Мари Франсуа де Саль Байо (скрипка), Антонина Рейхи и Франсуа Антуана Абенека (композиция). С 1818 года выступал в созданном им струнном квартете, где играл на скрипке. В 1819 становится концертмейстером оркестра при театральном обществе «Det Dramatiske Selskab» в Христиании. Один из создателей норвежской композиторской школы. Автор первых национальных зингшпилей.
Улица Вальдемара Тране в Осло носит имя композитора.

## Сочинения
- зингшпиль «Горная сказка» / Fjeldeventyret (1824, на либретто Хенрика Анкера Бьеррегора[норв.]).
- симфонические произведения
- кантаты и хоры
- песни
- пьесы для скрипки и фортепиано